# SAS Somerset
Pour les articles homonymes, voir Balmoral.
Le SAS Somerset était un navire auxiliaire de la Marine sud-africaine de Bar-class boom defence vessel (en) (navire poseur de barrière anti-sous-marine). Il a été préservé et est devenu un navire musée dans Victoria & Alfred Waterfront au Cap en Afrique du Sud.
Ce bâtiment est inscrit au registre   depuis 2010 avec le certificat n°2343. Il est inscrit au NAHV (National Archive of Historic Vessels).

## Histoire
Le HMS Barcross a été construit en 1941 au chantier naval Blyth Shipbuilding Company de Blyth en Angleterre.
Le 21 janvier 1943 il a été transféré à la Marine sud-africaine et renommé HMSAS Somerset avec le numéro de coque Z185. En 1951, il a pris le nom de SAS Somerset avec le pennant number P285.

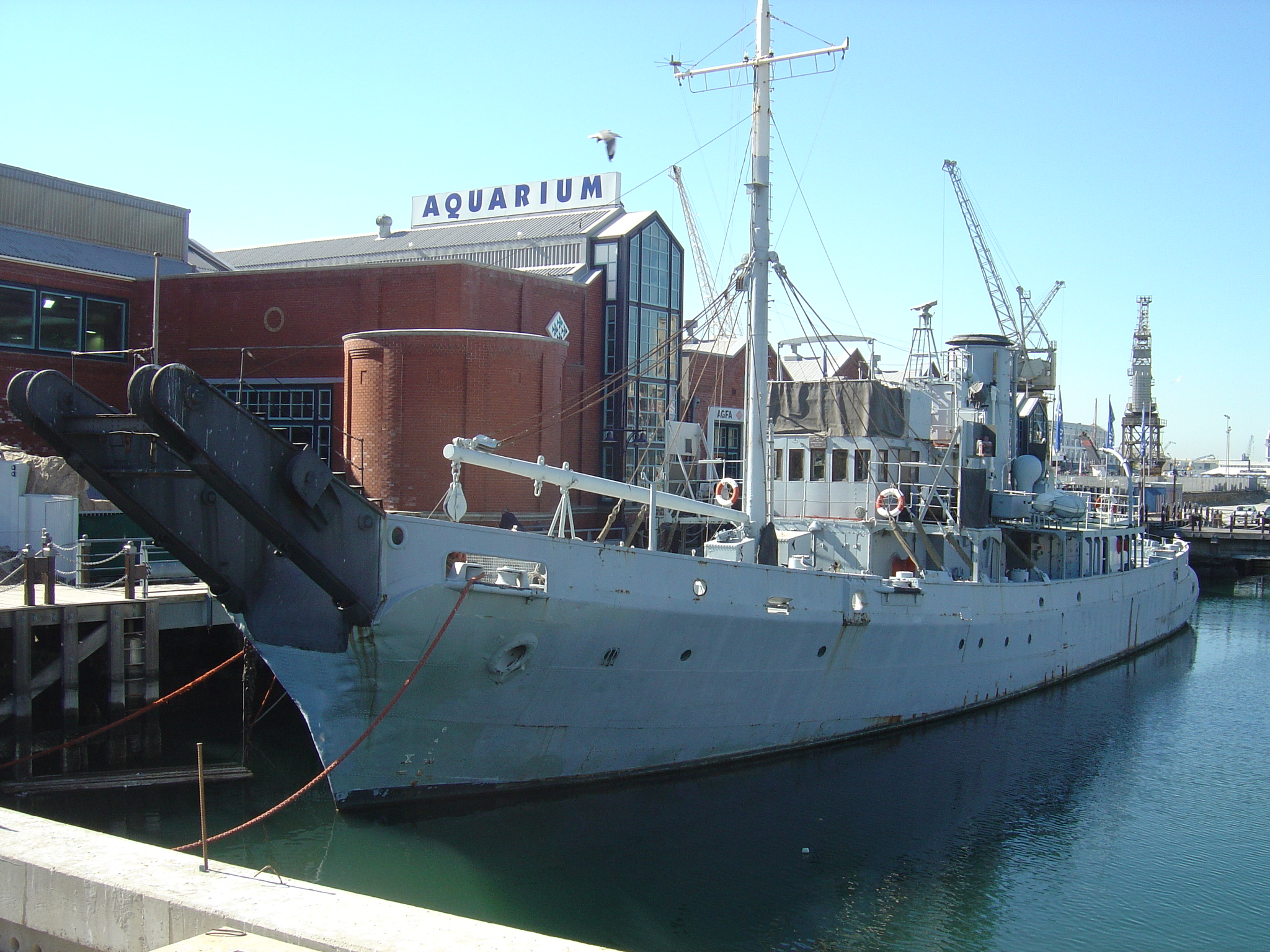
Le SAS Somerset est préservé comme navire musée au Cap de 1986 à 2024.

Le 3 mars 1986, il est mis hors service et rejoint Le Cap pour devenir un navire musée au Cap, au niveau de Victoria & Alfred Waterfront.
En 2018, le navire est radié du registre du National Historic Ships, où il était inscrit depuis 2010 sous le numéro 2343, et les frais nécessaires pour son entretien échouent dès lors au musée Iziko, qui en est propriétaire. Celui-ci ne dispose pas des fonds financiers pour maintenir le navire en état, d’autant plus que celui-ci souffre d’un âge avancé et de plusieurs problèmes d’étanchéité, des traces d’huiles ayant été observés autour de la coque. En 2024, n’ayant pas réussi à préserver le navire en le donnant à un autre musée ou à le vendre, Iziko se résigne à le détruire. Il est démantelé dans la cale sèche attenante. Plusieurs objets provenant du navire sont toutefois sauvegardés.